# Bad Soden am Taunus
Bad Soden am Taunus este un oraș din landul Hessa, Germania.

## Personalități născute aici
- Michael Jung (n. 1982), călăreț.

1. ↑  Alle politisch selbständigen Gemeinden mit ausgewählten Merkmalen am 31.12.2018 (4. Quartal) (în germană), Statistisches Bundesamt[*], arhivat din original la 10 martie 2019, accesat în 10 martie 2019
2. ↑  GeoNames